# Senawang
Senawang is een bestuurslaag in het regentschap Sumbawa van de provincie West-Nusa Tenggara, Indonesië. Senawang telt 1146 inwoners (volkstelling 2010).